# Zamach w Peszawarze (9 czerwca 2009)
Zamach w Peszawarze miał miejsce 9 czerwca 2009, a celem terrorystów był pięciogwiazdkowy hotel Pearl Continetal. W zamachu zginęło 17 osób, a 46 odniosło rany.

## Atak
Różne źródła podają inny sposób wykonania zamachu. Mógł to być samochód-pułapka, ciężarówka-pułapka, bądź tylko zamachowiec-samobójca. Ponadto po eksplozji napastnicy ostrzelali hotel z broni palnej. Świadkowie powiedzieli, że przed eksplozją pod hotelem doszło do strzałów. Następnie pod hotel miał podjechać pick-up. Rzecznik policji Shafqat Malik powiedział, że użyto więcej niż 500 kg materiału wybuchowego. Na początku odnotowano 11 zabitych, lecz później liczba zmarłych wzrosła do 17.
Wśród zabitych było 3 pracowników ONZ: Niemiec, Somalijczyk oraz Brytyjczyk, a także urzędnik Wysokiego Komisarza Narodów Zjednoczonych ds. Uchodźców z Serbii Aleksandar Vorkapić.

## Odpowiedzialność
11 czerwca BBC podała, że za zamachem stoi Fedayeen al-Islam. BBC orzekło, że USA planowało zakupić hotel, by przekształcić go w konsulat, dlatego stał się celem terrorystów. Później do zamachu przyznały się bojówki Abdullah Azzam Shaheed Brigade.
Po wybuchu ONZ wycofała swoich pracowników z Peszawaru, którzy pracowali przy uchodźcach z Doliny Swat w maju 2009, wskutek prowadzonej przez wojska rządowe ofensywy.